# The Singing Detective
The Singing Detective is een door critici toegejuichte televisieserie van de BBC, geschreven door Dennis Potter, met in de hoofdrol Michael Gambon. Jon Amiel was de regisseur. De afleveringen hadden de titels "Huid", "Hitte", "Heerlijke Dagen", "Aanwijzingen", "Gerikketik" en "Wie Heeft Het Gedaan".
De serie werd in 1986 in Groot-Brittannië uitgezonden op de BBC1 op zondagavond, van 16 november tot 21 december. In de VS werd het enige tijd later uitgezonden door de PBS (The Public Broadcasting Service) en de kabeltelevisie. In 1989 won de serie een Peabody Award. Op de lijst van het British Film Institute van de 100 Greatest British Television Programmes, staat de serie op de 20e plaats, in 2000 gekozen door de vakmensen van de filmindustrie. De serie maakte ook deel uit van het Dennis Potterretrospectief van het Museum of Television & Radio en werd een blijvende aanvulling van de museumcollecties in New York en Los Angeles. Het was een coproductie, samen met de Australian Broadcasting Corporation. De dvd kwam uit op 15 april 2003, in Nederland in 2009 uitgebracht door de VPRO.
Van de serie werd een filmbewerking gemaakt in 2003, met Robert Downey jr. en Mel Gibson in de hoofdrol en een aan de Verenigde Staten aangepaste omgeving.

## Verhaal
Het verhaal draait om de detectiveschrijver Philip E. Marlow, die net in het ziekenhuis is opgenomen. Zijn arthritis psoriatica (een chronische huid- en gewrichtsaandoening) heeft zijn hoogtepunt bereikt en uit zich in huidafwijkingen en zweren die zijn hele lichaam bedekken en beschadigt in het bijzonder zijn handen en voeten ernstig. Dennis Potter leed zelf aan die ziekte en schreef met een aan zijn hand vastgebonden pen, op dezelfde manier waarop Marlow dat in de laatste aflevering doet. Hoewel ernstig, werd de aandoening van Marlow opzettelijk afgezwakt, vergeleken met Potters eigen ziekte: Potters huid barstte soms open en bloedde dan.
Als gevolg van de onophoudelijke pijn, de door de toestand veroorzaakte koorts en zijn weigering om medicijnen in te nemen, komt Marlow in een fantasiewereld terecht die te maken heeft met zijn Chandler-achtige roman, The Singing Detective, een escapistisch avontuur over een detective (die ook "Philip Marlow" heet), die in een danszaal zingt en klusjes aanneemt, waar "de jongens die niet zingen" zich niet voor zouden lenen.
De echte Marlow heeft ook flashbacks over zijn kindertijd op het Engelse platteland en de zelfmoord van zijn moeder tijdens de oorlog in Londen. De locatie op het platteland is vermoedelijk het Forest of Dean, Potters geboorteplaats en is tevens de locatie voor de verfilming, maar dat wordt nergens uitdrukkelijk vermeld. De dood van zijn moeder is een van de telkens terugkerende beelden in de serie; Marlow maakt daar gebruik van (al dan niet bewust) in zijn moordverhaal en vervangt af en toe haar gezicht door dat van verschillende vrouwen in zijn leven, in werkelijkheid en in zijn verbeelding. Het onheilspellende geheim wordt echter nooit echt opgelost; het enige dat ten slotte wordt onthuld is een opzettelijk vage intrige over gesmokkelde nazioorlogsmisdadigers en Sovjetagenten, die hen proberen tegen te houden. Dat is wellicht een afspiegeling van Marlows idee dat fictie "alleen maar aanwijzingen en geen oplossingen" moet bieden.
De drie werelden, ziekenhuis, misdaadverhaal en Engeland in oorlogstijd, lopen in Marlows brein vaak in elkaar over, waardoor een vierde laag ontstaat, waarin personages op elkaar reageren (dat wil zeggen fictieve en niet-fictieve personages), iets dat anders onmogelijk zou kunnen gebeuren. Het is duidelijk dat veel van Marlows vrienden en vijanden (als zodanig opgevat of anders ervaren) vertegenwoordigd worden door personages in de roman: vooral een van de jongens uit zijn jeugd, Mark Binney, smelt samen met Raymond, de minnaar van Marlows moeder en wordt opgevoerd als de belangrijkste tegenstander in de "echte" en de onheilspellende werelden (hoewel de "echte" Binney/Finney uiteindelijk eveneens een fantasie blijkt te zijn). Het opvoeren van Binney als een schurk komt voort uit een gebeurtenis uit zijn vroege jeugd, waarbij Marlow de jonge Binney er valselijk van beschuldigt dat hij op de lessenaar van onderwijzeres van de lagere school heeft gepoept, een vreselijke wraakactie voor de verhouding tussen zijn eigen moeder en Binneys vader, waar Marlow getuige van is geweest. De onschuldige Binney wordt ten overstaan van de hele klas genadeloos afgeranseld en Marlow wordt geprezen omdat hij de "waarheid" heeft gezegd. Deze gebeurtenissen achtervolgen Marlow, vooral als wordt onthuld dat de echte Binney uiteindelijk in een krankzinnigengesticht is opgenomen. Het schurkachtige personage Binney/Finney wordt in beide werkelijkheden uit de weg geruimd.
Sommige leden van de rolbezetting spelen elk meer dan één rol: Marlow en zijn alter ego, de zingende detective, worden beiden gespeeld door Gambon. Marlow als jongetje wordt gespeeld door Lyndon Davies. Patrick Malahide speelt drie belangrijke rollen – de eigentijdse Finney, van wie Marlow denkt dat hij een verhouding heeft met zijn ex-vrouw, gespeeld door Janet Suzman; de denkbeeldige Binney, een belangrijk personage in een moordcomplot; en Raymond, een vriend van Marlows vader, die een verhouding heeft met zijn moeder (Alison Steadman). Steadman speelt zowel Marlows moeder als de mysterieuze "Lili", een van de slachtoffers van een moord.

## Productie
In Potters oorspronkelijke script moesten de ziekenhuisscènes en onheilspellende scènes opgenomen worden met respectievelijk televisie- en filmcamera's, terwijl het historische materiaal (Marlows jeugd) in zwart-wit gefilmd moest worden. Tegen Potters bezwaren in werden alle scènes uiteindelijk op film opgenomen. Potter wilde dat de ziekenhuisscènes de gevoelswaarde zouden houden van de komische tv-series. Hoewel dat in het definitieve script werd afgezwakt, blijft het op elkaar reageren van sommige personages trouw aan dat idee. Bijvoorbeeld Mr. Hall en Reginald, die ook moeten dienen voor het de draak steken met de gebruikelijke gang van zaken in het ziekenhuis.
Oorspronkelijk luidde de titel van de serie "Rookringen", en de onheilspellende misdaadroman The Singing Detective moest na de eerste aflevering verdwijnen; Potter dacht dat die niet de aandacht van de kijkers zou kunnen vasthouden. Mogelijk verwijst die eerste titel naar een afzonderlijke monoloog die Marlow in de eerste aflevering houdt, waarin hij verwijst naar het feit dat, ondanks alles, het enige ding wat hij echt wil een sigaret is. Marlows medische en psychische vooruitgang wordt subtiel afgemeten aan zijn vermogen om naar zijn nachtkastje te reiken om zijn sigaretten te pakken.

### Intertekstualiteit
Hammersmith Bridge is de locatie die gebruikt wordt voor de omgeving van Mark Binney's huis. Daar wordt in het werk van Potter verschillende malen gebruik van gemaakt, als een symbool voor dood en wedergeboorte. Eileen denkt er in Pennies from Heaven (1978) aan om van de brug te springen, voordat ze weer herenigd wordt met Arthur, terwijl in Follow the Yellow Brick Road (1972) het personage dat gespeeld wordt door Denholm Elliot eerst dreigt zijn ex-vrouw te overrijden, voordat hij zich van de brug zal gooien. De aan het stuk haar naam gevende fictieve heldin in Blackeyes (1989) gooit zich daadwerkelijk van de brug en verdrinkt in de Theems, met een lijst van haar minnaars in haar vagina. In Karaoke (1996), Potters laatste werk, is Sandra's vreselijk met littekens overdekte moeder te zien als zij een legpuzzel in elkaar legt met een afbeelding van dat historische monument.

## Invloed
Hoewel The Singing Detective geen spectaculaire kijkcijfers ten deel viel, bleek het van invloed te zijn binnen de televisiewereld. De serie ontving veel lof van de Amerikaanse critici. Steven Bochco heeft gezegd dat hij de belangrijkste inspiratie voor zijn tv-serie Cop Rock (1990) aan die serie te danken heeft, hoewel in Bochco's serie in plaats van al bestaande muziek, speciaal daarvoor gecomponeerde muzieknummers worden uitgevoerd.

## Muziek
Behalve vanwege de duistere thematiek, is de serie ook opmerkelijk door het gebruik van muziek uit de jaren veertig, vaak tot een geheel samengesmeed met surrealistische muzieknummers. Dat is ook de kunstgreep die Potter toepaste in zijn eerdere miniserie Pennies From Heaven. Het belangrijkste muziekthema is de klassieker "Peg O' My Heart", bekend uit de film Ziegfeld Follies. De opgewekte muziek als thema voor een dergelijk duister verhaal is misschien een verwijzing naar Carol Reeds The Third Man, met een mondharmonica in plaats van een citer (volgens het commentaar op de dvd wordt in een aantal cameraopnamen inderdaad verwezen naar The Third Man). Regisseur Jon Amiel stelde de opwindende muziek, die in de hele serie wordt gebruikt, samen en verbond die met elkaar. Hij ontleende die aan 60 banden die hij bijeengebracht had uit bibliotheekverzamelingen.
Het volgende is een chronologische lijst van de muzieknummers:
- "Peg O' My Heart" – Max Harris & en zijn Novelty Trio (herkenningsmelodie; instrumentaal)
- "I've Got You Under My Skin" – Het BBC-Dansorkest onder leiding van Henry Hall
- "Blues in the Night" – Anne Shelton
- "Dry Bones" – Fred Waring and His Pennsylvanians
- "Rockin' in Rhythm" – De Jungle Band (Duke Ellington en zijn beroemde orkest)
- "Cruising Down the River" – Lou Preager Orchestra
- "Don't Fence Me In" – Bing Crosby & The Andrews Sisters
- "It Might As Well Be Spring" – Dick Haymes
- "Bird Song at Eventide" – Ronnie Ronalde met Robert Farnon en zijn orkest
- "Paper Doll" – The Mills Brothers
- "Bei Mir Bist Du Schön" – Al Bowlly met het Ray Nobleorkest
- "Lili Marlene" – Lale Andersen
- "I Get Along Without You Very Well" – Lew Stone Band
- "Do I Worry?" – The Ink Spots
- "Ac-Cent-Tchu-Ate the Positive" – Bing Crosby & The Andrews Sisters
- "The Umbrella Man" – Sammy Kaye en zijn orkest
- "You Always Hurt the One You Love" – The Mills Brothers
- "After You've Gone" – Al Jolson met Matty Malnecks orkest en The Four Hits met een zangeres
- "It's a Lovely Day Tomorrow" – Jack Payne en zijn orkest
- "Into Each Life Some Rain Must Fall" – Ella Fitzgerald & The Ink Spots
- "The Very Thought of You" – Al Bowlly & The Ray Nobleorkest
- "The Teddy Bear's Picnic" – Het Henry Hallorkest
- "We'll Meet Again" – Vera Lynn

## Cd
In 1993 verscheen de dubbel-cd The Singing Detective. Music from the BBC-TV serial written by Dennis Potter. Beide cd's bevatten 20 nummers.

### Cd 1
- Peg o' My Heart – Max Harris & His Novelty Trio
- Limehouse Blues – Ambrose & his Orchestra
- Blues in the Night – Anne Shelton
- Dry Bones – Fred Waring & his Pennsylvanians
- Rockin' in Rhythm – The Jungle Band (1931)
- Cruising Down the River – Lou Preager & His Orchestra (1946)
- Don't Fence Me In – Bing Crosby & The Andrews Sisters (1944)
- It Might As Well Be Spring – Dick Haymes (1945)
- Paper Doll – The Mills Brothers (1942)
- Lili Marlene – Lale Andersen (1939/1942)
- I Get Along Without You Very Well – Lew Stone & His Band
- Do I Worry? – The Ink Spots (1941)
- Accent-Tchu-Ate the Positive – Bing Crosby & The Andrews Sisters (1945)
- You Always Hurt the One You Love – The Mills Brothers (1932)
- After You've Gone – Al Jolson
- It's a lovely day tomorrow – Jack Payne & His Orchestra
- Into each life some rain must fall – Ella Fitzgerald & The Ink Spots (1944)
- The Very Thought of You – Al Bowlly & The Ray Noble Orchestra (1934)
- The Teddy Bear's Picnic – Henry Hall & His Orchestra (1932)
- We'll Meet Again – Vera Lynn (1939)

### Cd 2
- The Umbrella Man – Sammy Kaye & His Orchestra
- Copenhagen – Ambrose & His Orchestra
- I'll just close my eyes – Anne Shelton
- Ole Moses Put Pharaoh In His Place – Fred Waring & His Pennsylvanians
- Stop Crying – King Oliver & His Orchestra
- The Three Caballeros – Bing Crosby & The Andrews Sisters
- That's for me – Dick Haymes
- I'll be around – The Mills Brothers
- Sing, Nightingale, Sing – Lale Anderson
- There's Something Wrong with the Weather – Lew Stone & His Band
- Java Jive – The Ink Spots
- There's a Fellow Waiting in Poughkeepsie – Bing Crosby & The Andrews Sisters
- Till Then – The Mills Brothers
- Chinatown, My Chinatown – Al Jolson
- Let The People Sing – Jack Payne
- I'm Making Believe – The Ink Spots
- Little Dutch Mill – Ray Noble & His Orchestra
- Hush, Hush, Hush, Here Comes The Bogey Man – Henry Hall & His Orchestra
- Later On – Veran Lynn with Arthur Young
- Bird Song at Eventide – Ronnie Ronalde with Robert Farnon & His Orchestra

## Verder lezen
- Mundy, John (2006). "Singing Detected: Blackpool and the Strange Case of the Missing Television Musical Dramas". Journal of British Cinema and Television (Edinburgh University Press) 3 (1): 59–71.